# A Night at the Opera Tour
Az A Night at the Opera Tour a brit Queen együttes 1975. november 14-étől 1976. április 22-éig tartó koncertsorozata, mellyel az 1975-ös A Night at the Opera albumukat népszerűsítték. A turnén összesen 77 koncertet adtak, többségében az Egyesült Királyságban és az Amerikai Egyesült Államokban, de eljutottak Japánba és Ausztráliába is.

## Szakaszok

### Egyesült Királyság (1975. november–december)
A világkörüli turné szokás szerint egy brit szakasszal kezdődött 1975. november 14-én, ami karácsony napjáig tartott. Az országos turnén az amerikai Mr. Big volt a Queen előzenekara. Több városban is két koncertet adtak, Londonban a Hammersmith Odeonban pedig összesen hatszor(!) léptek színpadra. Az aktuális nagylemezről mindössze három dal szerepelt csak a műsorban a brit koncerteken (a Bohemian Rhapsody mellett a Sweet Lady és a vokális csúcspont The Prophet’s Song), mivel az együttesnek nem volt elegendő ideje a turné kezdete előtt többet is rendesen begyakorolnia. A koncerteket a hatalmas kislemezsikernek bizonyult Bohemian Rhapsody operabetétjével indították és a dal rockos részénél robbant a színpadra a zenekar. A dal további részeit az előző, Sheer Heart Attack turnén már bevált módon a Killer Queen, a The March of the Black Queen és a Bring Back That Leroy Brown számokkal egyvelegben (medley) játszották el a másfél órás előadások során. A turnézáró londoni fellépést a BBC filmre vette és többször is adásba került azóta Angliában, 2015 novemberében pedig hivatalosan is kiadták A Night at the Odeon – Hammersmith 1975 címmel.
| Időpont            | Helyszín                                   |
| ------------------ | ------------------------------------------ |
| 1975. november 14. | Egyesült Királyság, Liverpool              |
| 1975. november 15. | Egyesült Királyság, Liverpool              |
| 1975. november 16. | Egyesült Királyság, Coventry               |
| 1975. november 17. | Egyesült Királyság, Bristol                |
| 1975. november 18. | Egyesült Királyság, Bristol                |
| 1975. november 19. | Egyesült Királyság, Cardiff                |
| 1975. november 21. | Egyesült Királyság, Taunton                |
| 1975. november 23. | Egyesült Királyság, Bournemouth            |
| 1975. november 24. | Egyesült Királyság, Southampton            |
| 1975. november 26. | Egyesült Királyság, Manchester (1.előadás) |
| 1975. november 26. | Egyesült Királyság, Manchester (2.előadás) |
| 1975. november 29. | Egyesült Királyság, London                 |
| 1975. november 30. | Egyesült Királyság, London                 |
| 1975. december 1.  | Egyesült Királyság, London                 |
| 1975. december 2.  | Egyesült Királyság, London                 |
| 1975. december 7.  | Egyesült Királyság, Wolverhampton          |
| 1975. december 8.  | Egyesült Királyság, Preston                |
| 1975. december 9.  | Egyesült Királyság, Birmingham             |
| 1975. december 10. | Egyesült Királyság, Birmingham             |
| 1975. december 11. | Egyesült Királyság, Newcastle              |
| 1975. december 13. | Egyesült Királyság, Dundee                 |
| 1975. december 14. | Egyesült Királyság, Aberdeen               |
| 1975. december 15. | Egyesült Királyság, Glasgow                |
| 1975. december 16. | Egyesült Királyság, Glasgow                |
| 1975. december 24. | Egyesült Királyság, London                 |

### Észak-Amerika (1976. január–március)
Az amerikai turné, ahol a Cate Brothers nevű együttes volt a Queen előzenekara, 1976 januárjában indult és két és fél hónapon át tartott. Philadelphiában három, New Yorkban és Santa Monicában négy alkalommal játszottak, de ez a körút így is kevésbé volt feszített, mint az előző évi, amikor a leterheltség okozta megbetegedések miatt néhány koncertet le kellett mondaniuk. A műsorba már a Lazing on a Sunday Afternoon is bekerült negyedik dalként az új lemezről. A koncerteken Freddie Mercury rózsákat szórt a közönség soraiba és pezsgővel köszöntötte a rajongókat a színpadról.
| Időpont           | Helyszín                                             |
| ----------------- | ---------------------------------------------------- |
| 1976. január 27.  | Amerikai Egyesült Államok, Waterbury                 |
| 1976. január 29.  | Amerikai Egyesült Államok, Boston                    |
| 1976. január 30.  | Amerikai Egyesült Államok, Boston                    |
| 1976. január 31.  | Amerikai Egyesült Államok, Philadelphia              |
| 1976. február 1.  | Amerikai Egyesült Államok, Philadelphia              |
| 1976. február 2.  | Amerikai Egyesült Államok, Philadelphia              |
| 1976. február 5.  | Amerikai Egyesült Államok, New York                  |
| 1976. február 6.  | Amerikai Egyesült Államok, New York                  |
| 1976. február 7.  | Amerikai Egyesült Államok, New York                  |
| 1976. február 8.  | Amerikai Egyesült Államok, New York                  |
| 1976. február 11. | Amerikai Egyesült Államok, Detroit                   |
| 1976. február 12. | Amerikai Egyesült Államok, Detroit                   |
| 1976. február 13. | Amerikai Egyesült Államok, Cincinnati                |
| 1976. február 14. | Amerikai Egyesült Államok, Cleveland                 |
| 1976. február 15. | Amerikai Egyesült Államok, Toledo                    |
| 1976. február 18. | Amerikai Egyesült Államok, Saginaw                   |
| 1976. február 19. | Amerikai Egyesült Államok, Columbu                   |
| 1976. február 20. | Amerikai Egyesült Államok, Pittsburgh                |
| 1976. február 23. | Amerikai Egyesült Államok, Chicago                   |
| 1976. február 24. | Amerikai Egyesült Államok, Chicago                   |
| 1976. február 26. | Amerikai Egyesült Államok, St. Louis                 |
| 1976. február 27. | Amerikai Egyesült Államok, Indianapolis              |
| 1976. február 28. | Amerikai Egyesült Államok, Madison                   |
| 1976. február 29. | Amerikai Egyesült Államok, Fort Wayne                |
| 1976. március 1.  | Amerikai Egyesült Államok, Milwaukee                 |
| 1976. március 3.  | Amerikai Egyesült Államok, St. Paul                  |
| 1976. március 7.  | Amerikai Egyesült Államok, Berkeley                  |
| 1976. március 9.  | Amerikai Egyesült Államok, Santa Monica (1. előadás) |
| 1976. március 9.  | Amerikai Egyesült Államok, Santa Monica (2. előadás) |
| 1976. március 10. | Amerikai Egyesült Államok, Santa Monica              |
| 1976. március 11. | Amerikai Egyesült Államok, Santa Monica              |
| 1976. március 12. | Amerikai Egyesült Államok, Santa Monica              |
| 1976. március 13. | Amerikai Egyesült Államok, San Diego                 |

### Japán (1976. március–április)
Tíz nap pihenő után a világ körüli turné március 22-én Japánban folytatódott. Tokióban összesen négy alkalommal játszottak.
| Időpont           | Helyszín                    |
| ----------------- | --------------------------- |
| 1976. március 22. | Japán, Tokió                |
| 1976. március 23. | Japán, Nagoja               |
| 1976. március 24. | Japán, Himedzsi             |
| 1976. március 26. | Japán, Fukuoka (1. előadás) |
| 1976. március 26. | Japán, Fukuoka (2. előadás) |
| 1976. március 29. | Japán, Oszaka (1. előadás)  |
| 1976. március 29. | Japán, Oszaka (2. előadás)  |
| 1976. március 31. | Japán, Tokió                |
| 1976. április 1.  | Japán, Tokió                |
| 1976. április 2.  | Japán, Szendai              |
| 1976. április 4.  | Japán, Tokió                |

### Ausztrália (1976. április)
Japánból egyenesen Ausztráliába utaztak, ahol addig először és utoljára 1974 februárjában léptek fel a Sunbury fesztiválon. Most egy nyolc állomásból álló koncertsorozattal mutatkoztak be a távoli kontinensen.
| Időpont           | Helyszín              |
| ----------------- | --------------------- |
| 1976. április 11. | Ausztrália, Perth     |
| 1976. április 14. | Ausztrália, Adelaide  |
| 1976. április 15. | Ausztrália, Adelaide  |
| 1976. április 17. | Ausztrália, Sydney    |
| 1976. április 18. | Ausztrália, Sydney    |
| 1976. április 19. | Ausztrália, Melbourne |
| 1976. április 20. | Ausztrália, Melbourne |
| 1976. április 22. | Ausztrália, Brisbane  |

## Közreműködők
- Freddie Mercury – ének, zongora, csörgődob
- Brian May – elektromos gitár, háttérvokál, bendzsó
- Roger Taylor – dob, háttérvokál
- John Deacon – basszusgitár

## A dalok listája
Jellemző műsor
1. Bohemian Rhapsody (opera intro)
2. Ogre Battle
3. Sweet Lady
4. White Queen
5. Flick of the Wrist
6. Medley:
  1. Bohemian Rhapsody
  2. Killer Queen
  3. The March of the Black Queen
  4. Bohemian Rhapsody (reprise)
  5. Bring Back That Leroy Brown
7. Brighton Rock
8. Son and Daughter (reprise)
9. The Prophet’s Song
10. Stone Cold Crazy
11. Doing All Right
12. Lazing on a Sunday Afternoon
13. Keep Yourself Alive
14. Seven Seas of Rhye
15. Liar
16. In the Lap of the Gods…Revisited
17. Now I’m Here
18. Big Spender
19. Jailhouse Rock
20. God Save the Queen

Ritkán előadott dalok
- Modern Times Rock ’n’ Roll
- See What a Fool I’ve Been
- Hangman
- Shake Rattle And Roll
- Stupid Cupid
- Be Bop A Lula
- Saturday Night's Alright For Fighting
- Father to Son